# 丸山勝義
丸山 勝義（まるやま かつよし、1976年4月13日 - ）は、福井テレビジョン放送の社員。元アナウンサー。

## 略歴
- 福井県立高志高等学校、流通科学大学商学部卒業。1999年、福井テレビジョン放送に入社。

## 担当番組
- 福井新聞ニュース・中日新聞ニュース

### 過去の担当番組
- おかサタ問屋町3丁目
- ふくい浪漫 い〜ざぁええDay
- FNN福井テレビスーパーニュース（月～木スタジオ担当）
- FNN 福井テレビみんなのニュース
- 福井テレビ プライムニュース
- おかえりなさ〜い（福井新聞ニュース）
- 福井テレビLive News